# Lichnoptera moesta
Lichnoptera moesta  là một loài bướm đêm thuộc họ Noctuidae. Nó được tìm thấy ở Nam Mỹ bao gồm Venezuela.